# 納吉·阿里
納吉·薩利姆·阿里（阿拉伯语：‎，1938年—1987年8月29日）出生於巴勒斯坦提比里亞一帶的男性卡通畫家、政治漫畫家。他在生前繪製超過4萬篇；多數以巴勒斯坦、阿拉伯地區、以色列之間各種政治衝突為主題的卡通畫。並且有創造出名為「韓達拉」，作為時局之下代表象徵巴勒斯坦一方的漫畫人物。

## 生平

### 早年
在納吉約10歲時期裡，因以色列在巴勒斯坦原有土地建國因素而離開家鄉至艾因赫勒韋的難民營居住。
之後納吉曾進入基督教教會的學校就學，在獲得就學證書後有前往位在賽達的果園工作。後續則搬到的黎波里於當地職業學校就讀了兩年。隨後納吉有另遷至貝魯特的難民營居住，此期間有接任如汽車維修等各項工作，並曾有前往沙烏地阿拉伯就職。

### 記者．卡通畫家時期
1959年納吉返回到黎巴嫩，並開始投入阿拉伯民族主義運動，雖然該年度裡納吉因為不符合黨紀要求而曾被驅逐四次。之後1960至61年期間納吉與一些運動同志出版了一本名為《呼嘯》（Al-Sarkha）的政治雜誌。
1963年納吉搬到科威特居住，替一些雜誌社工作，1969年則在報紙《Al-Siyasa》上發表往後他最具代表性的漫畫人物「韓達拉」，並也發表對於巴勒斯坦、與阿拉伯地方或是以色列方面政治人物批評的圖畫作品。
在1970年代納吉搬回黎巴嫩在報社《An-Nahar》下工作，但在1982年以色列入侵黎巴嫩後他與家人曾被拘留在賽達一陣子。隨後1983年納吉雖再次搬到科威特，但因當時阿拉伯社會已對於他作品在批評政論方面的內容感到不滿，1985年納吉遷移遠至英國倫敦居住工作。

### 射殺
1987年8月29日當天，納吉在前往伊朗報紙《阿卡巴斯報》（al-Qabas）設於倫敦的辦公室要遞交政治漫畫畫稿時；突然遭人開槍射擊。被槍擊中的納吉之後被送去急救，在過了五週後於查林十字醫院不治而死。
行刺納吉的兇手身份至今仍不明確。而在納吉離世之前，他曾遭遇到超過一百次以上的生命威脅。

## 榮譽．評論
納吉·阿里在1979年曾被選為阿拉伯卡通畫家聯盟的主席，並在1979至1980年於大馬士革舉行的阿拉伯漫畫展上得到優勝大獎。
《衛報》在1984年曾表示納吉是最能貼出阿拉伯方面民意的人物。而他遇刺身亡後一年世界報業協會則有追授給予他自由新聞金筆獎的榮譽。
巴勒斯坦知名漫畫家穆罕默德‧薩巴拿（Mohammad Sabaaneh）曾數次在訪談中表示，納吉·阿里是影響他最深的漫畫家。

## 媒體引用
埃及曾在1992年推出以納吉·阿里為主題的電影，片中的納吉·阿里由埃及男演員努尔·谢里夫擔任。